# Micimackó (film, 2011)
A Micimackó (eredeti cím: Winnie the Pooh) 2011-ben bemutatott amerikai 2D-s számítógépes animációs film, amely az 51. Disney-film (egyben a Disney utolsó 2D-s animációs filmje) rendezői Stephen J. Anderson és Don Hall. Az animációs játékfilm producerei Peter Del Vecho és Clark Spencer. A forgatókönyvet Clio Chiang, Don Dougherty, Brian Kesinger, Nicole Mitchell, Jeremy Spears és Kendelle Hoyer írta, a zenéjét Henry Pryce Jackman szerezte. A mozifilm a Walt Disney Pictures és a Walt Disney Animation Studios gyártásában készült, a Walt Disney Studios Motion Pictures forgalmazásában jelent meg. Műfaja zenés filmvígjáték. A film része a Walt Disney Klasszikusok történelmének, és a legújabb része a Disney Micimackó filmsorozatának. Alapjául Alan Alexander Milne Micimackó című regénye és az 1977-es Micimackó kalandjai szolgál, amit szintén a Disney készített. A film a második adaptációja Milne művének, amely az előző filmhez hasonlóan szintén, a regény történetét eleveníti meg. Annak ellenére, hogy a Disney bevezette a számítógép animációs filmek gyártását, a Micimackó elődeihez hűen, hagyományos, kézzel rajzolt technikával készült. A film eredeti szinkronhangjai közül Jim Cummings emelkedik ki Micimackó hangjaként, aki a legtöbb filmben szolgáltatta a szereplő hangját. A magyar nézők a címszereplőt ezúttal is megszokott hangján, Mikó István közreműködésével hallhatják.
A filmben, mint a Disney korábbi műveiben, eredeti és felénekelt betétdalok hangzanak el. A dalok mindegyikét a Kristen Anderson-Lopez – Robert Lopez házaspár szerezte, zenéjét Henry Jackman komponálta. A dalok előadói közt, a szereplők szinkronjai mellett, szerepelnek a Sherman testvérek és Zooey Deschanel is. A film egyik betétdalát 2012-ben Grammy-díjra jelölték.
A film eredeti bemutatója 2011. április 15-én volt, az Egyesült Királyságban, az Egyesült Államokban július 15-én, míg Magyarországon július 7-én mutatták be a mozikban.

## Cselekmény
|  | Alább a cselekmény részletei következnek! |

A film cselekménye három Micimackó történetet mond el, Milne művei közül. Az első azt dolgozza fel, amelyben Füles elveszíti a farkát, és többiek új farokpótlót, próbálnak találni a mindig búskomor csacsinak. A második azt mutatja be, hogyan találkozott Malacka egy Elefánttal. A harmadik pedig azt a történetet vetíti elénk, amelyből megtudhatjuk, mivel tölti Róbert Gida a reggeleit. Amikor a Százholdas Pagony lakói azt üzenetet kapják, hogy Róbert Gidát foglyul ejtette egy mindenki által félt, rettenetes (ám képzeletbeli) szörnyeteg a "Rögvest", merész expedíciót indítanak barátjuknak a megmentésére (hasonlóan, ahogy a Micimackó visszatér c. részben).
A történetek ebben a filmben egy szálon futnak, ellentétben a Micimackó kalandjaiban, ahol minden történet egy újabb fejezetre bomlik. Így ebben a filmben, míg mindenki Róbert Gida mentőexpedíciójában vesz részt, Füles megpróbál újdonsült farokpótlóival boldogulni, több-kevesebb sikerrel, és mikor a többiek bajba kerülnek, csak Malackán múlik, hogy sikerül-e kihúznia a barátait a csávából, és szembenéznie a titokzatos, félelmetes szörnyeteggel, mely mindannyiukat veszéllyel fenyegeti. Közben egy mellékszálon, Micimackó mindennél jobban szeretne mézet szerezni, ám Róbert Gida megmentésével kell törődnie, így a lemondás komoly próbatételnek ígérkezik számára...
A végén persze minden jóra fordul: Róbert Gida épségben visszatér a barátaihoz; kiderül, hogy a Rögvest, mely Róbert Gida levelében szerepelt, cseppet sem egy szörny, hiszen ő azt írta, "visszajön, rögvest". Micimackó szerencsésen megtalálja Füles farkát, ami egész végig Bagoly csengőzsinórját helyettesítette. Visszajuttatja a csacsinak, aki nagyon boldog, hogy visszakaphatta. Micimackó jutalma természetesen nem marad el; egy gigantikus, mézzel teli csupor lesz munkájának édes gyümölcse.
|  | Itt a vége a cselekmény részletezésének! |